# Crepidochares colombiae
Crepidochares colombiae är en fjärilsart som beskrevs av Davis 1990. Crepidochares colombiae ingår i släktet Crepidochares och familjen Eriocottidae. Inga underarter finns listade i Catalogue of Life.